# كريس وايت
كريس وايت (بالإنجليزية: Chris Whyte)‏ (2 سبتمبر 1961 في المملكة المتحدة - ) هو لاعب كرة قدم بريطاني في مركز قلب الدفاع. شارك مع منتخب إنجلترا تحت 21 سنة لكرة القدم. أما مع النوادي، فقد لعب مع أكسفورد يونايتد وبرمنغهام سيتي وتشارلتون أثلتيك وروشدين ودايموندز وكريستال بالاس وكوفنتري سيتي وليدز يونايتد ونادي أرسنال ونادي ليتون أورينت ووست بروميتش ألبيون ووست هام يونايتد ولوس أنجلوس لايزرز وHarlow Town F.C. ‏ وديترويت سفاري ‏ وHyvinkään Palloseura ‏ وNew York Express ‏ ورالي إكسبرس ‏.

## وصلات خارجية
- كريس وايت على موقع قاعدة بيانات كرة القدم.إي يو (الإنجليزية)
- كريس وايت على موقع Soccerbase.com (لاعب) (الإنجليزية)
- كريس وايت على موقع عالم كرة القدم.نت (الإنجليزية)